# Frans Louis Johannes Hamilton

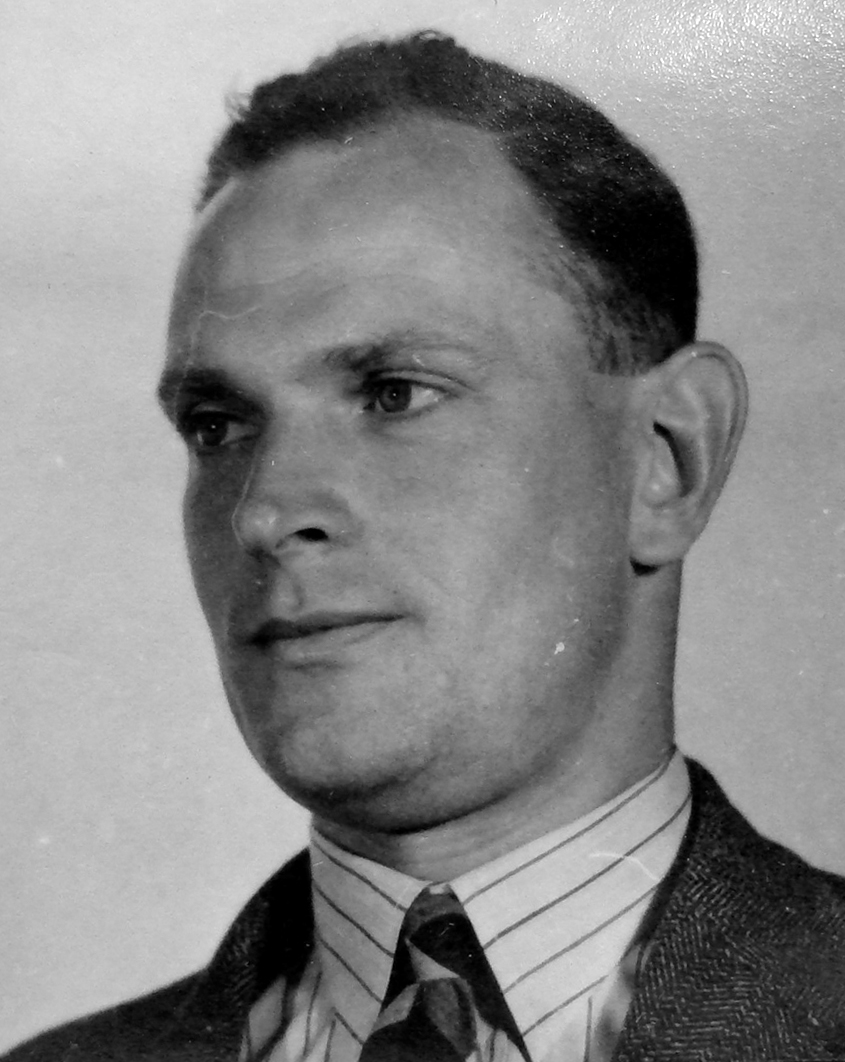
Frank Hamilton

Frans Louis Johannes Hamilton (Kapahiang, 2 oktober 1913 - 27 februari 1990) en zijn zuster Antonia Maria Francisca (1910-1996) zaten samen in het verzet tijdens de Tweede Wereldoorlog.
In Engeland was hij leerling-vlieger. Daarbij leerde hij ook parachute-springen. 
Samen voerden Frank & Frankie missie Tiddlywinks in opdracht van Bureau Bijzondere Opdrachten uit. Hij werd Guus of Frank genoemd, zij Josephine of Frankie. Ze werden in de nacht van 9 op 10 augustus 1944 bij Abbekerk in de Wieringermeer gedropt.  Frankie raakte hierbij zwaar gewond aan haar been en werd door het verzet naar een ziekenhuis in Haarlem gebracht, waar zij enige maanden verbleef, onder meer omdat later haar been opnieuw gebroken moest worden. 

Frank kwam goed terecht en kon een radioset aan Jan Steman afleveren. Hij ging naar Den Haag en werd begin oktober naar Amsterdam gebracht om de Draughts-groep van Tobs Biallosterski te versterken. 
Op 30 september bezocht Frank zijn zuster in Haarlem. Daarna ging hij naar Alkmaar om de grondploegen instructie gaan geven in het gebruik van het Eureka-baken, zodat de vliegtuigen beter de droppingsvelden konden vinden en nauwkeuriger hun lading konden droppen.
Begin oktober kwamen 8000 man Grüne Polizei naar Amsterdam om, tijdens de razzia's van 5 en 6 oktober, 200 mannen op te pakken voor de Arbeitseinsatz. Draught was gewaarschuwd, dus voor hen liep het goed af. Frank Hamilton liet via Biallosterski nogmaals naar Londen seinen dat hij meer Eureka-bakens nodig had, en ook brandewijn, chocolade en sigaretten, waarschijnlijk voor zijn grondploegen.